# Michaił Szczerbakow
Michaił Szczerbakow (ros. Михаил Щербаков; ur. 21 stycznia 1985 w Taganrogu) – rosyjski siatkarz, grający na pozycji środkowego. Od sezonu 2018/2019 występuje w drużynie Kuzbass Kemerowo.

## Sukcesy klubowe
Mistrzostwo Rosji:
- 2019[2]
- 2020

Superpuchar Rosji:
- 2019

## Sukcesy reprezentacyjne
Letnia Uniwersjada:
- 2011